# Pelosia concolor
Pelosia concolor är en fjärilsart som beskrevs av Schultz 1909. Pelosia concolor ingår i släktet Pelosia och familjen björnspinnare. Inga underarter finns listade i Catalogue of Life.